# Gerald Götting

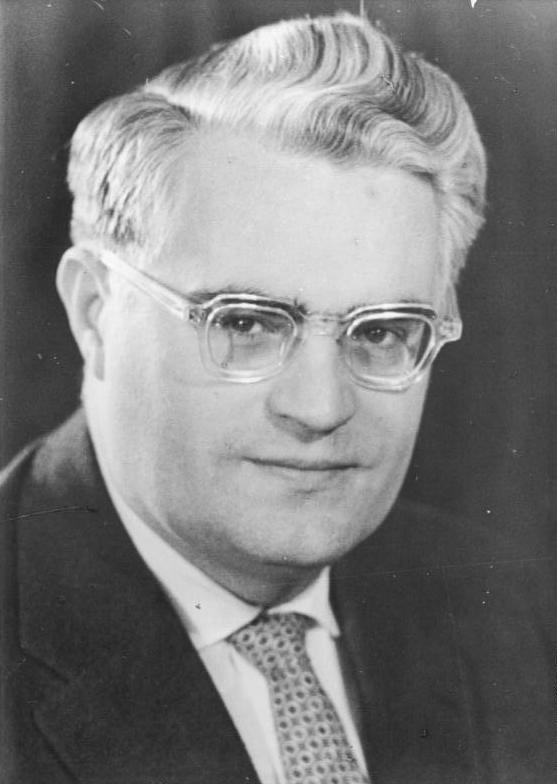
Gerald Götting (1961)

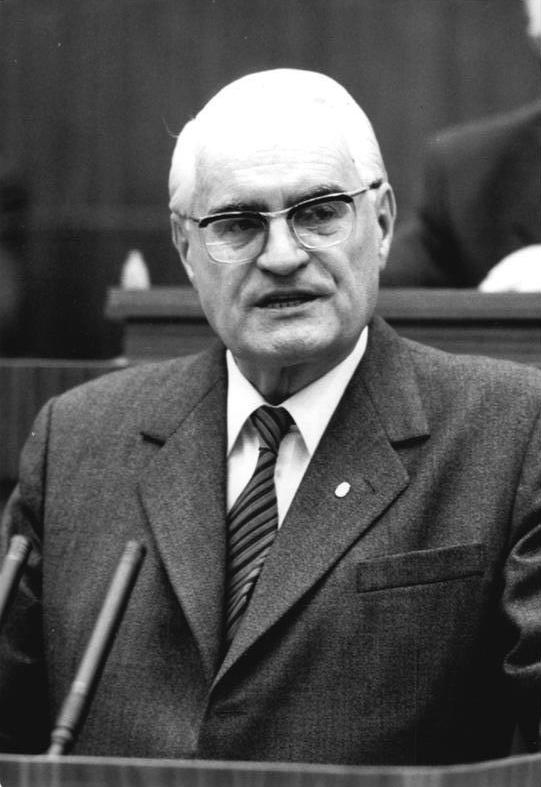
Gerald Götting (1989)

Gerald Götting (* 9. Juni 1923 in Nietleben; † 19. Mai 2015 in Berlin) war ein deutscher Politiker. Er war zwischen 1966 und 1989 Vorsitzender der 1945 gegründeten Blockpartei Christlich-Demokratische Union Deutschlands (CDU) und von 1969 bis 1976 Präsident der Volkskammer der DDR. Von 1960 bis 1989 war er stellvertretender Vorsitzender des Staatsrats.

## Leben
Götting, Sohn des 1934 verstorbenen kaufmännischen Angestellten Werner Götting, besuchte von 1933 bis 1941 die Lateinische Hauptschule (Latina) der Franckeschen Stiftungen in Halle (Saale). Er beendete den Schulbesuch 1941 mit dem Abitur. Von Ende 1941 bis Anfang 1942 war er beim Reichsarbeitsdienst, dann bei der Nachrichtentruppe der Luftwaffe (letzter Dienstgrad: Obergefreiter). Anfang Mai 1945 konnte er sich aus dem damaligen Protektorat Böhmen und Mähren zunächst der Gefangennahme durch die Rote Armee entziehen und ging nach Hause. Im Juni geriet er noch kurz in amerikanische Kriegsgefangenschaft.
Im Januar 1946 trat Götting der CDU bei. Er studierte von 1947 bis 1949 ohne akademischen Abschluss an der Martin-Luther-Universität Halle-Wittenberg Philologie, Germanistik und Geschichte. Götting war von 1949 bis 1966 als Nachfolger von Georg Dertinger Generalsekretär und bis 1989 als Nachfolger von August Bach Vorsitzender der CDU.
Götting trug wesentliche Verantwortung für die Gleichschaltung der DDR-CDU.
Von 1949 bis März 1990 war Götting Abgeordneter der Volkskammer: bis 1958 als Vizepräsident und stellvertretender Präsident, bis 1963 als Vorsitzender der CDU-Fraktion, bis 1969 als Vorsitzender des Ausschusses für Auswärtige Angelegenheiten, bis 1976 in Nachfolge von Johannes Dieckmann als Präsident und bis 1989 als stellvertretender Präsident. Ab November 1976 war er außerdem Präsident der Liga für Völkerfreundschaft, des Verbands der Freundschaftsgesellschaften der DDR. Götting bekleidete ab Dezember 1971 bis 1989 die Funktion eines Vizepräsidenten des 1970 in Berlin gegründeten DDR-Komitees für europäische Sicherheit, das im Januar 1974 in DDR-Komitee für Europäische Sicherheit und Zusammenarbeit umbenannt wurde.
Götting besuchte zusammen mit Robert Havemann im Januar 1960 Albert Schweitzer anlässlich dessen 85. Geburtstages in Lambaréné.
Außerdem war Götting von 1960 bis 1989 stellvertretender Vorsitzender des Ausschusses für Nationale Verteidigung und von 1960 bis 1989 stellvertretender Vorsitzender des Staatsrates der DDR. Am 6. Mai 1955 erhielt er den vaterländischen Verdienstorden in Silber und 1961 den Vaterländischen Verdienstorden (Ehrenspange).
Während der friedlichen Revolution in der DDR trat Götting  am 2. November 1989 als CDU-Vorsitzender zurück, wurde am 7. November aus dem Staatsrat abberufen und im Februar 1991 aus der CDU ausgeschlossen. Im Juli 1991 wurde er vom Landgericht Berlin wegen Veruntreuung von Parteigeldern zu 18 Monaten Freiheitsstrafe auf Bewährung verurteilt.
Gerald Götting war Mitarbeiter des Berliner Alternativen Geschichtsforums.
Götting heiratete 1952 mit kirchlicher Trauung die Journalistin Sabine Richter. 1956 wurde die Tochter Katharina und 1960 der Sohn Gisbert geboren.
Götting war seit 1953 inoffizieller Mitarbeiter der DDR-Staatssicherheit unter dem Decknamen „Göbel“ und arbeitete seit 1951 für den KGB. Als Parteichef duldete er ab Mitte der 1970er Jahre Spitzeleinsätze der CDU-Basis gegen Kirchenveranstaltungen, Christen und Oppositionelle. Er wurde auch von der Staatssicherheit überwacht.

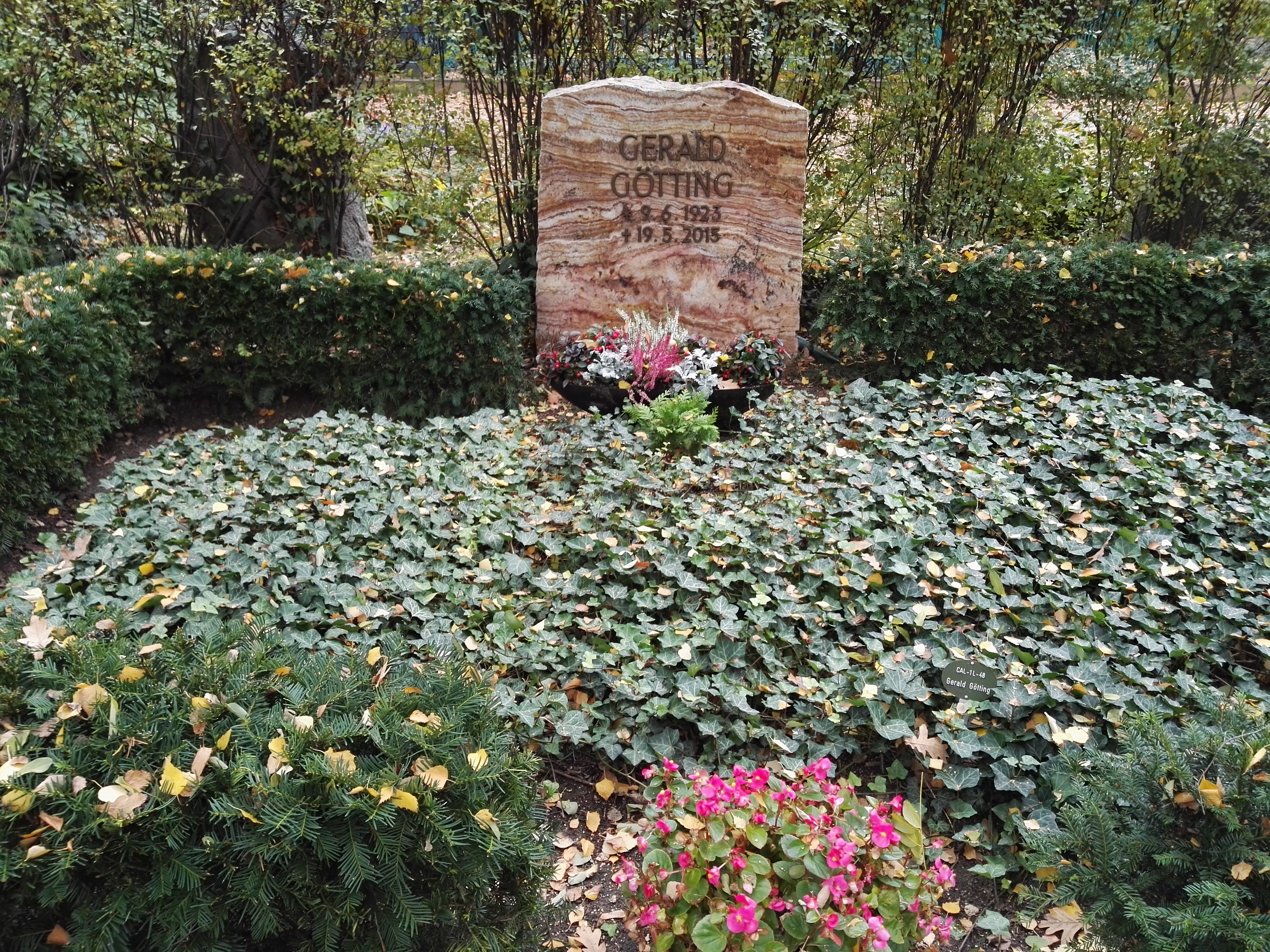
Grabstätte

Gerald Götting starb nach schwerer Krankheit am 19. Mai 2015 und wurde auf dem Friedhof der Dorotheenstädtischen und Friedrichswerderschen Gemeinden in Berlin beerdigt.

## Publikationen
- Der Christ sagt ja zum Sozialismus. Berlin 1960
- Begegnung mit Albert Schweitzer. Berlin 1961
- Sternstunde Afrikas. 1962
- Der Christ beim Aufbau des Sozialismus. Berlin 1963
- Land unter dem Kilimandscharo. 1964
- Zu Gast in Lambarene. 1964
- Christliche Mitverantwortung im Sozialismus. Berlin 1965
- Christliche Bewährung im Sozialismus. 1967
- Reformation und Revolution. 1967
- Albert Schweitzer. Pionier der Menschlichkeit. 1970
- mit Paul Verner: Christen und Marxisten in gemeinsamer Verantwortung. 1974
- Roter Oktober. Berlin 1977
- Christliche Demokraten in schöpferischer Mitarbeit für das Wohl des Volkes. Berlin 1982
- Beitrag christlicher Demokraten zu Gegenwart und Zukunft. Aus Reden und Aufsätzen. Union-Verlag, Berlin 1986, ISBN 978-3-372-00081-6
- Christliche Demokraten auf dem Weg in die 90er Jahre. Berlin 1988
- mit Kurt Nowak: Paul Gerhard Braune. Ein Christ der Tat. 1988, ISBN 3-922463-57-6
- Prediger für eine gerechte Welt. Berlin 1989
- mit Siegwart-Horst Günther: Was heisst Ehrfurcht vor dem Leben? Begegnung mit Albert Schweitzer. Verlag Neues Leben, Berlin 2005, ISBN 3-355-01709-4.